# Agrotis clara
Agrotis clara là một loài bướm đêm trong họ Noctuidae.